# پیتزو دی کلارو
پیتزو دی کلارو (به لاتین: Pizzo di Claro) یک کوه در سوئیس است که در کانتون گراوبوندن واقع شده‌است. پیتزو دی کلارو ۲٬۷۲۷ متر بالاتر از سطح دریا واقع شده‌است.